# 北極大教堂

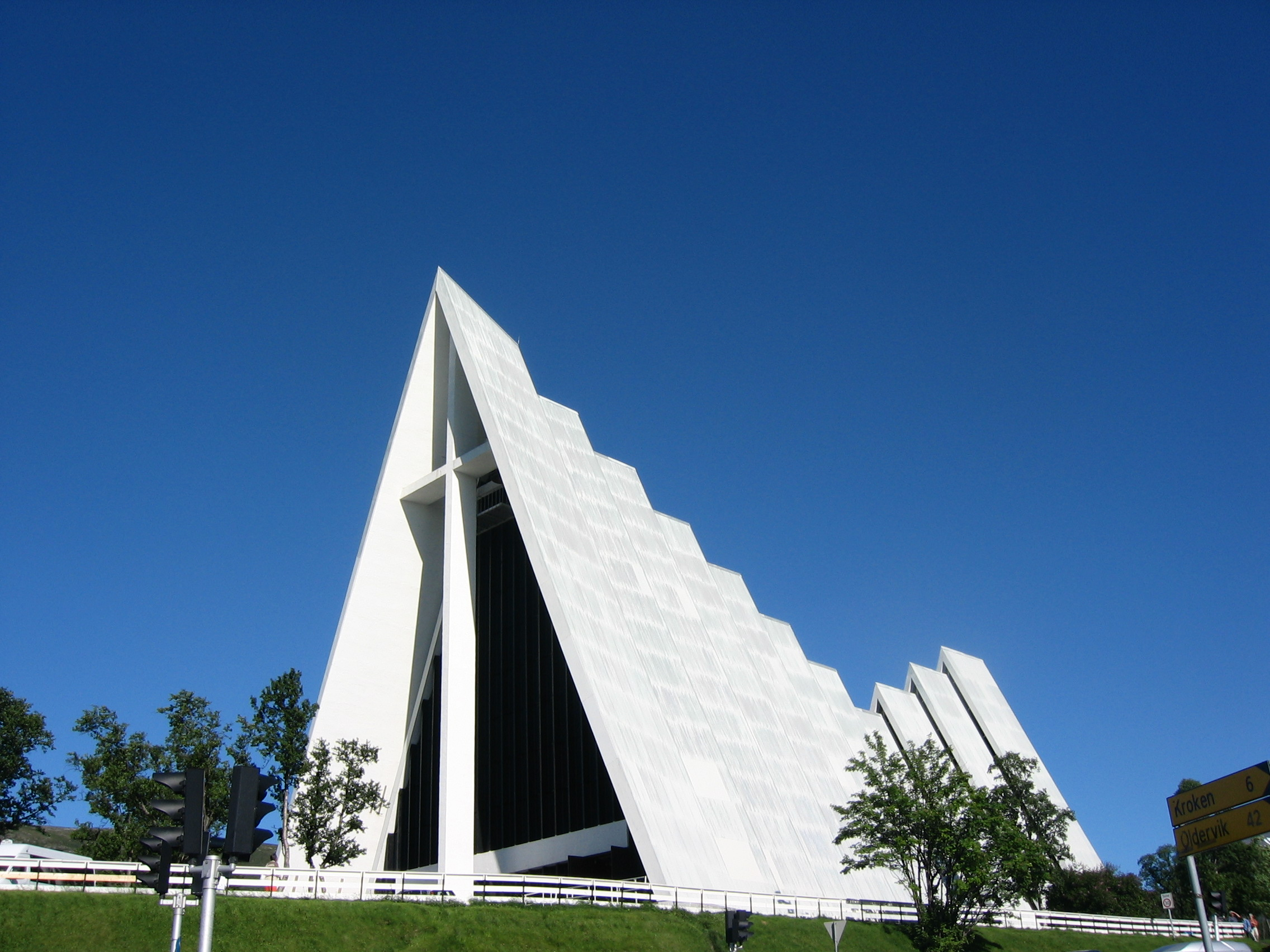
北极大教堂外观

北極大教堂，又稱特羅姆斯達倫教堂（挪威語：Tromsdalen kirke），是位於挪威城市特羅姆瑟的一座大教堂。北極大教堂修建於1965年。